# وغسایو
ورسایو (به فرانسوی: Versailleux) یک کمون (فرانسه) در فرانسه است که در آن (اوورنی-رون-آلپ) واقع شده‌است.
 ورسایو ۱۸٫۷۸ کیلومتر مربع مساحت دارد  ۲۸۶ متر بالاتر از سطح دریا واقع شده‌است.